# Traité des sons
Le Traité des sons est le premier ouvrage écrit par le mathématicien, physicien et écrivain français Blaise Pascal en 1634 à l'âge de onze ans,. Ce traité, dont sa sœur Gilberte écrit qu'il fut "trouvé tout-à-fait bien raisonné" ne nous est pas parvenu.